# Arnaia
Arnaia (in greco Αρναία?) è un ex comune della Grecia nella periferia della Macedonia Centrale di 6 183 abitanti secondo i dati del censimento 2001.
È stato soppresso a seguito della riforma amministrativa, detta piano Kallikratis, in vigore dal gennaio 2011 ed è ora compreso nel comune di Aristotelis.

## Località
Arnaia è suddivisa nelle seguenti comunità (popolazione al 2001):
- Arnaia (2.253)
- Varvara (712)
- Neochori (852)
- Palaiochori (1.507)
- Stanos (859)